# Ascensor Florida

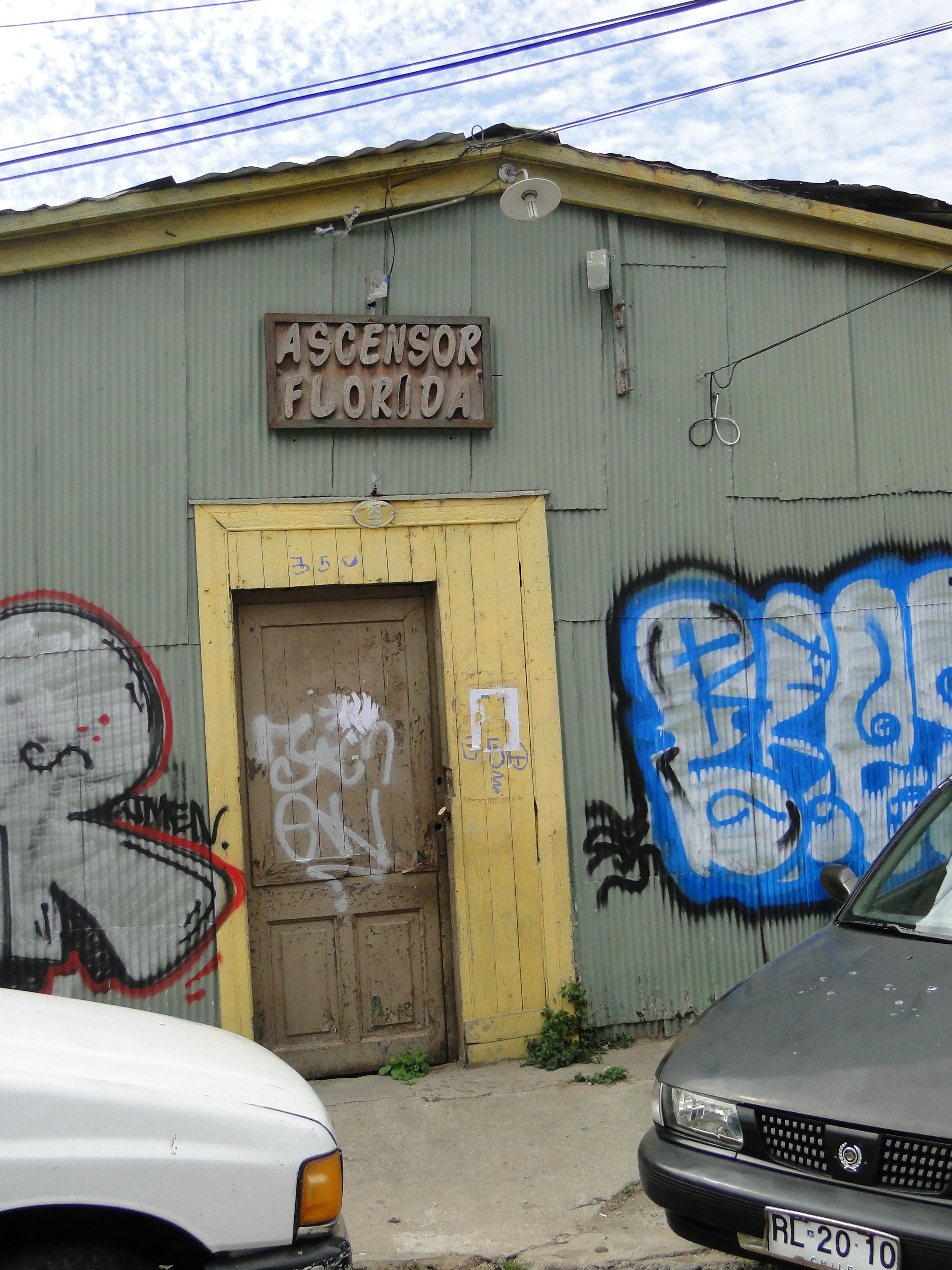
Entrada al ascensor Florida desde la calle Marconi.

El ascensor Florida es uno de los 16 ascensores que existen en la ciudad de Valparaíso, Chile. Inaugurado en 1906, está ubicado en el Cerro Florida, donde realiza servicio y compone un centro de concurrencia de varias calles recogidas por el plan de la ciudad. Fue declarado Monumento Nacional de Chile, en la categoría de Monumento Histórico, mediante el Decreto Exento n.º 866, del 1 de septiembre de 1998.

## Historia
El ascensor Florida fue inaugurado en el año 1906.
Desde el año 2009 se encuentra detenido debido a su baja rentabilidad. A partir de 2012, su mantención se encuentra a cargo del Gobierno chileno, que adquirió el funicular junto a otros nueve con el fin de restaurarlos y ponerlos en funcionamiento nuevamente.

## Descripción
Su estación inferior se localiza en la calle Carrera. Su estación superior da lugar a la calle Marconi, en el cerro Florida. Sus rieles están asentados en el mismo cerro, asegurados mediante traviesas.
El largo total de la trama vertical es de 138 metros y llega a una cota de 50 metros de altura, con una pendiente de 19 grados y un desnivel de 45 metros. La capacidad es para 15 personas y el recorrido pasa entre dos laderas del cerro y unos cuantos muros de contención. El terreno ocupado por la pendiente es de 700 m², mientras que el terreno plano es de 100 m². La estación superior ocupa 180 m² y la inferior 80 m².